# عمرو واكد
عمرو واكد (12 أبريل 1973) هو ممثل مسرحي وممثل أفلام وموسيقى مصري شاركَ في العديد من الأعمال الفنية المحليّة والدوليّة. بدأَ مسيرتهُ المهنيّة منذ عام 1990 لكنّ شهرته زادت بعدَ عام 2005 حينمّا شارك رُفقةَ النجم العالمي جورج كلوني في بطولة فيلم سريانا إلى جانبِ مشاركتهِ في العديد من الأعمال العالمية الأخرى بِما في ذلكَ المسلسل البريطاني-الأمريكي بيت صدام والفيلم الإيطالي الأب والغريب، والفيلم الأمريكي لوسي. استفاد عمرو من دراسته للعلوم الاقتصادية بالجامعة الأمريكية في اختياراته وتنظيمه لوقته، وكأنه يضع جدولاً اقتصادياً لمشواره السينمائي.
التحق عمرو أثناء دراسته بفريق المسرح بالجامعة، وعمل بمشاريع تخرج لزملائه بقسم الإخراج فقدم «كارمن»، «عفاريت حمزة وفاطمة» لرشا الجمال و«أوديبس» بالإضافة إلى عدة أعمال أخرى للمخرج عبد الهادي الجزار ولأحمد العطار، كَما التحق بورشة إعداد الممثل بالجامعة لمدة سنتين ونصف السنة، وحصل على عدة جوائز على مستوى الجامعات. قدمه هاني خليفة للمخرج أسامة فوزي الذي أسند إليه دوراً في فيلم جنة الشياطين، ثم قدمه وحيد حامد في فيلم ديل السمكة الذي حصل فيه على جائزة أحسن ممثل مساعد من مهرجان الإسكندرية كما عمل في فيلم لي لي (وهو فيلم قصير 45 دقيقة) مِن قصة يوسف إدريس وإخراج مروان حامد. حصلَ ذلك الفيلم على جائزة الجمهور في مهرجان بفرنسا مخصص للأفلام القصيرة، كما حصل على جائزة مهرجان الإسماعيلية، والجائزة الثانية بمهرجان تونس، كما قام عمرو بأداء دور صغير في فيلم «أصحاب ولا بيزنس» للمخرج علي إدريس.

## النشاط السياسي

### ثورة 25 يناير
يُعدّ عمرو واكد من بينِ أوائل الفنانين الذين شاركوا في ثورة 25 يناير منذ يومها الأول حيثُ نزلَ للشوارع رفقة باقي الشعب المصري ثمّ توجهَ في وقتٍ لاحقٍ باتجاه ميدان التحرير وشاركَ في المظاهرات التي أسقطت نظام حسني مبارك الذي حكمَ مصر لأكثر من 30 سنة.

### انقلاب 2013
في الثالث من تموز/يوليو 2013 وإبّان الانقلاب الذي قادهُ الجيش المصري بزعامة عبد الفتاح السيسي على الرئيس المُنتخب آنذاك محمد مرسي؛ علّق واكد على الموضوع واصفًا أنّ ما حصلَ ليسَ بانقلابِ عسكري مُعللًا بأنّ الانقلاب العسكري لا يتمّ الإعلانُ عنه قبلَ أسابيع كما أنّ الانقلاب لا يحصلُ على 22 مليون توقيع من الشعب لإزاحة مرسي.
عادَ عمرو في وقتٍ لاحق وبالتحديد في إحدى حلقات برنامج «آسفين يا ريس» التي كانَ يُقدمها الإعلامي طوني خليفة على قناة القاهرة والناس ليشنَ هجومًا لاذعًا على الرئيس السابق لمصر جمال عبد الناصر كما انتقدَ حكمَ العسكر بشكلٍ عام. تسبّبت آرائهُ في تلكَ الحلقة بضجّة كبيرة دفعت بالكثير لمطالبة النظام المصري بسحبِ الجنسية منه. ليسَ هذا فقط بل شنّت وسائل إعلام محسوبة على النظام – بما فيها موقع اليوم السابع – هجومًا عليهِ واصفةً إياهُ بالإخواني وهو الذي كان قد عارضَ حكم الإخوان في السابق.

### التعديلات الدستوريّة
في آذار/مارس 2019؛ شاركَ كل من عمرو واكد وخالد أبو النجا في جلسة استماع حضرها عضو بالكونغرس الأمريكي بشأن التعديلات الدستورية، وعبرا عن اعتراضهما على التعديلات التي قد يجري إقرارها على الدستور المصري، وتحدثا عن الأوضاع الحقوقية في مصر، وقال واكد خلال الجلسة «إن المعارضين المصريين أقوياء جدا.» نتجَ عن ذلك رفع بلاغات من محامين في مصر تتهم كلا الممثلين بـ «الخيانة العظمى والتحريض ضد الدولة المصرية» وطالب المحامي المصري المثير للجدل سمير صبري بـ «إسقاط الجنسية عن كليهم». واعتبرت نقابة المهن التمثيلية المصرية تلك المشاركة «خيانة عظمى» وألغت عضوية كل من الممثلين في النقابة، وذكر البيان الذي وقعه أشرف زكي، نقيب الممثلين، ونشرته النقابة على صفحتها على موقع فيسبوك إن الممثلين «توجها دون توكيل من الإرادة الشعبية لقوى خارجية واستقويا بها على الإرادة الشعبية واستبقا قرارتها لتحريكها في اتجاه مساند لأجندة المتآمرين على أمن واستقرار مصر.» وقد ذكر البعض أن سبب «السرعة في اتخاذ القرار» الذي كان ينبغي أن يسبقه تحقيق واستدعاء للممثلَين أن «الضابط المسئول عن نقابة الممثلِين قام بصياغة البيان واتخاذ القرار واكتفى النقيب بالتوقيع.»
اعتبر واكد قرار عزله من نقابة المهن التمثيلية انتهاكا للقانون، وكتب في تغريدة على حسابه بموقع تويتر أن هذه الخطوة «انتهاك صارخ لحقوق عضوين وضرب الحائط بقوانين النقابة وتدخل غير مفهوم في اختيارات الأعضاء السياسية»، وأضاف أن توجيه تهمة «الخيانة العظمى» لا يجوز ضد فنان أو مواطن عادي، لافتا إلى أن مثل هذه التهم من المفترض أن يتم توجيهها لمسؤول أو شخص أدى القسم الدستوري ويتحمل مسؤولية عامة بالدولة، حيث قال في تغريدة على تويتر: «يجوز جدا توجيهها [تهمة الخيانة العظمى] لمسئول قبض ثمن عيني أو معنوي لبيع الوطن وحنث القسم وتمكين دول أخرى من سياسات الدولة. القسم الدستوري قسم عظيم وخيانته هي الخيانة العظمى» وقال المحامي الحقوقي نجاد البرعي أنه لا يوجد خيانة في الحديث عن حالة حقوق الإنسان حتى ولو كان ذلك خارج البلاد، حيث أنه مفهوم عالمي، ودافعت الكاتبة أهداف سويف عن واكد وأبو النجا بالمثل. وقد تم وصف عزل واكد من النقابة بأنه «تتويج لحملة إعلامية شرسة ضد الممثلين العالميَين تشارك فيها وسائل الإعلام المصرية»، وتمت المقارنة بين حادثة عزل واكد وأبو النجا وبين ذهاب الممثل المصري حسين فهمي خمس مرات إلى الولايات المتحدة الأميركية أثناء حكم محمد مرسي وتحدثه إلى أعضاء في الكونغرس، مؤكدا أن جماعة الإخوان الحاكمة في مصر هي جماعة «إرهابية»، وأن على الكونغرس أن يقف ضدها ويساعد من يعملون ضدها، حيث لم يتم اتخاذ موقف من قبل النقابة تجاه الأمر على عكس حالة واكد وأبو النجا. وتم الربط بين الحادث ومواقف السلطة المصرية مع عدد من الفنانين، إما لرفضهم التعديلات التي وصفت بأنها تسمح للسيسي بالبقاء في الحكم حتى عام 2034 أو «لِلَفت الأنظار بعيدا عنها نهائيا»، وبينهم خالد يوسف وشيرين. وعلق الكاتب المصري علاء الأسواني في مقال بدويتشه فيله قائلا أنه «من حق هذين الفنانين المناضلين بل ومن واجبهما ان يكشفا للرأي العام في العالم طبيعة نظام السيسي» وأنهما «يقدمان نموذجا عظيما للشجاعة والوطنية»، على الرغم من أنه تمنى أن تكون الندوة خارج الكونجرس وليس داخله.
وكان عمرو واكد وخالد أبو النجا قد أعلنا قبل عدة أيام من تلك الجلسة تأسيس حركة معارضة من الخارج اسمها «المنبر المصري لحقوق الإنسان»، ويضم عدداً من المدافعين والمدافعات عن حقوق الإنسان المنتمين لمجالات مهنية وأكاديمية متنوعة، والمقيمين حالياً في أوروبا والولايات المتحدة الأمريكية، والذين اضطروا لمغادرة مصر إما بسبب الملاحقات والتهديات القضائية والأمنية، والتي وصلت لحد التهديد بالقتل ضد بعضهم وفقًا لبيان نشره المنبر.

## الأعمال

### أفلام مصرية
| - القرد بيتكلم:2017-طه الشناوي - كتابة على الثلج:2016 - القط:2015-القط - الشتا اللي فات:2013 | - 18 يوم:2011-عصام ماهر يوسف ف3 - المسافر:2010 - إبراهيم الأبيض:2009-عشري - المشتبه:2009-مجدي | - جنينة الأسماك:2008-يوسف إسماعيل النادي - علاقات خاصة:2006-احسان ضيف شرف - كلام في الحب:2006-حسن - دم الغزال:2005-عاطف - لي لي:2005-الشيخ عبد العال | - أحلى الأوقات:2004-هشام جلال - سيب وأنا أسيب:2004-كريم - خالتي فرنسا:2004-يوسف - تيتو:2004-فارس - ديل السمكة:2003-احمد المرسي عويس | - سهر الليالي:2003 - من نظرة عين:2003-أكرم - أصحاب ولا بزنس:2001-جهاد الفلسطيني - جنة الشياطين:1999-نونا |

### مسلسلات
| - الحرباية:2017-مختار - أهل إسكندرية:2014 - الزوجة الثانية:2013-أبو العلا - قصص الإنسان في القرآن:2012 | - أبواب الخوف:2011-آدم ياسين - عرض خاص:2010-نفسه- ضيف شرف - عايزة أتجوز:2010-ضيف شرف - الجماعة:2010-ضيف شرف | - ريش نعام:2010-كريم - لحظات حرجة (ج1، 2، 3):2007، 2010، 2012-د.رامي - أشباح المدينة:2006 - أولاد الشوارع:2006 | - نعتذر عن هذا الحلم:2005 - شمس يوم جديد:2003-سالم - مسألة مبدأ:2003-شنديد أبو الليل - حديث الصباح والمساء:2001-النقشبندي |

| \| - رامي 3:2022-فاروق حسن الأب - رامي 2:2020-فاروق حسن الأب - المرأة المعجزة 1984:2020 - رامي:2019-فاروق حسن الأب - جيوستورم:2017-راى ديسيت - موريشيوس الأزرق:2016 - ماركو بولو:2014-يوسف \| - لوسي:2014-بيار ديل ريو - كولت 45:2014-بارون - صيد السلمون في اليمن:2012-شيخ - الأب والغريب:2010-وليد \| - بيت صدام:2008-حسين كامل - رجال-إكس: الوقفة الأخيرة:2006 - سريانا:2005-محمد شيخ عجيزة \| | - حكاية الثورة:2011 - عالم سمسم 2:2010-ضيف شرف - القندرجي:2009-صابر - حواكة بوت:2009                   | - البرنامج:2011-ضيف - ليالي الكويت (ج3):2017-ضيف - الحكم بعد المزاولة:2011-ضيف - عفاريت حسين الإمام:2008-ضيف - الشقة:2007-ضيف |
| - رامي 3:2022-فاروق حسن الأب - رامي 2:2020-فاروق حسن الأب - المرأة المعجزة 1984:2020 - رامي:2019-فاروق حسن الأب - جيوستورم:2017-راى ديسيت - موريشيوس الأزرق:2016 - ماركو بولو:2014-يوسف | - لوسي:2014-بيار ديل ريو - كولت 45:2014-بارون - صيد السلمون في اليمن:2012-شيخ - الأب والغريب:2010-وليد | - بيت صدام:2008-حسين كامل - رجال-إكس: الوقفة الأخيرة:2006 - سريانا:2005-محمد شيخ عجيزة                                        |

## وصلات خارجية
- عمرو واكد على موقع IMDb (الإنجليزية)
- عمرو واكد على موقع روتن توميتوز (الإنجليزية)
- عمرو واكد على موقع الدهليز
- عمرو واكد على موقع قاعدة بيانات الأفلام العربية
- عمرو واكد على موقع ألو سيني (الفرنسية)
- عمرو واكد على موقع أول موفي (الإنجليزية)
- عمرو واكد على موقع قاعدة بيانات الأفلام السويدية (السويدية)
- عمرو واكد على موقع قاعدة بيانات الفيلم (الإنجليزية)
- عمرو واكد على موقع كينوبويسك (الروسية)